# جوشا جوتسنكو
جوشا جوتسنكو (بالأوكرانية: Юрій Георгійович Куценко)‏ هو كاتب سيناريو ومغني ومنتج أفلام ومخرج وشاعر وممثل روسي (وحمل سابقاً جنسية الاتحاد السوفيتي)، ولد في 20 مايو 1967 بزاباروجيا في أوكرانيا. بدأ مشواره المهني سنة 1991.

## وصلات خارجية
- جوشا جوتسنكو على موقع IMDb (الإنجليزية)
- جوشا جوتسنكو على موقع ألو سيني (الفرنسية)
- جوشا جوتسنكو على موقع ميوزك برينز (الإنجليزية)
- جوشا جوتسنكو على موقع ديسكوغز (الإنجليزية)
- جوشا جوتسنكو على موقع قاعدة بيانات الفيلم (الإنجليزية)
- جوشا جوتسنكو على موقع كينوبويسك (الروسية)